# Gisela Mayer
Gisela Mayer (* 30. Oktober 1931 in Stuttgart; † 1. Juli 2020 in Ellwangen) war Kommunalpolitikerin in Ellwangen und Gründerin der ersten Frauenliste in Deutschland.

## Leben
Gisela Mayer machte 1949 am Hölderlin-Gymnasium in Stuttgart ihr Abitur und arbeitete als Fremdsprachensekretärin beim Verein Deutscher Maschinen- und Anlagenbau in Stuttgart. 1955 heiratete sie den Rechtsanwalt Curt Mayer, in dessen Kanzlei in Ellwangen sie das Büro leitete. Das Paar hat fünf Kinder. Ihre Tochter Ingrid Alice Mayer ist Juristin, Politikerin und Autorin.
Gisela Mayer verstarb am 1. Juli 2020 in der St. Anna-Virngrund-Klinik im Alter von 88 Jahren in Folge einer Darmoperation.

## Politische Laufbahn
1979 gründete Gisela Mayer die Ellwanger Frauenliste, die erste reine Frauenliste in der Bundesrepublik Deutschland. Bei der Kommunalwahl 1980 erhielt sie mit der Liste fast 10 % der Stimmen. Gisela Mayer saß 24 Jahre im Gemeinderat. Gisela Mayer gründete den Landesverband Freier Frauenliste Baden-Württemberg, deren Vorsitz sie 1986 übernahm. Von 1989 bis 2004 war sie Kreisrätin im Ostalbkreis. Nach dem Tod ihres Sohnes und ihres Mannes zog sie sich 2004 aus der Politik zurück.

## Ehrungen
1996 erhielt sie für ihr Engagement in der Kommunal- und der Frauenpolitik den Barbara-Künkelin-Preis der Stadt Schorndorf und 2003 das Bundesverdienstkreuz am Bande. Für ihr soziales Engagement erhielt Gisela Mayer 2007 den Mittelstandspreis für soziale Verantwortung in Baden-Württemberg.